# Anton von Bucher

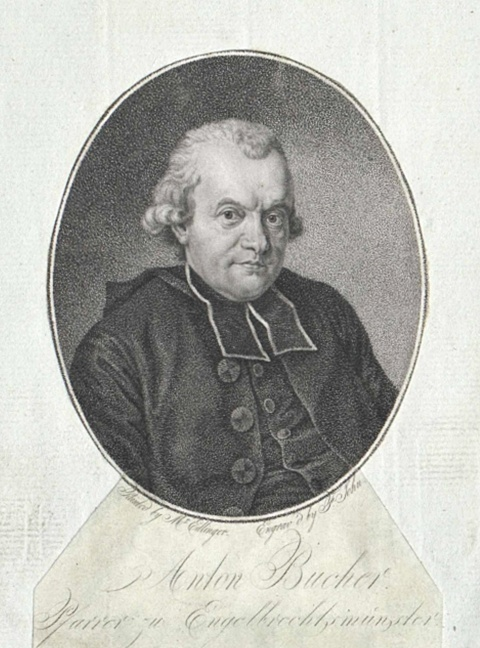
Anton von Bucher.

Leonhard Anton Joseph von Bucher, född den 11 januari 1746 i München, död där den 7 januari 1817, var en tysk homilet.
von Bucher gjorde sig högt förtjänt om det bayerska skolväsendets utveckling, särskilt som skoldirektionsråd i München 1784–1813, och vann i 
synnerhet anseende för den kraft, varmed han anföll jesuiterna. Mot dem riktade han alla sina skrifter, vilka 1819–1820 utkom samlade i 5 band under titeln Die Jesuiten in Bayern vor und nach ihrer Aufhebung.